# 中島宣長
中島 宣長（なかしま のりなが）は、鎌倉時代の尾張国中島郡中島村の中島城主。通称中島 蔵人（なかしま くらんど）。官位は左衛門尉。
- 中島氏は嵯峨天皇第12子河原院（左大臣源融）の末裔、嵯峨源氏に属する。
- 1221年（承久3年）6月5日に尾張国中島郡に土着し、地名をとって中島氏を称するようになる。
- 源融13代の子孫が初めて「中島左衛門尉宣長」と名乗り、同地を領したとされる。

宣長とその子孫は歴代「中島蔵人」とも号していた。

## 資料
- 「円光大照禅師行状」
～師、尾州中島郡人。其先嵯峨天皇第十二子河原院也。以延慶三年庚戌年生於源氏。
- 『吾妻鏡』 延応元年(1239年）9月21日条（要約）
～尾張国住人中島左衛門尉宣長の名があり。宣長は承久の乱に際して後鳥羽上皇方に味方し、一時所領を没収される。貞和4年(1348年)、臨済宗の妙興寺が創建され、土地の豪族中島氏、荒尾氏が領地を寄進する。